# 爱因斯坦张量
爱因斯坦张量是广义相对论中用来描述时空曲率的一个张量，见于爱因斯坦场方程；有时也叫做迹反转里奇张量（trace-reversed Ricci tensor）。

## 定义
在物理学和微分几何中，爱因斯坦张量{\displaystyle \mathbf {G} }是定义在黎曼流形上的秩为2的张量，定义为
{\displaystyle \mathbf {G} =\mathbf {R} -{\frac {1}{2}}\mathbf {g} R}
这里{\displaystyle \mathbf {R} }是里奇张量；{\displaystyle \mathbf {g} }是时空的度规；{\displaystyle R\,}是里奇标量。 这个定义写成分量形式是
{\displaystyle G_{\mu \nu }=R_{\mu \nu }-{1 \over 2}g_{\mu \nu }R}